# Водонапорная башня (Брунсбюттель)
Водонапорная башня Брунсбюттеля (нем. Wasserturm Brunsbüttel) — архитектурное сооружение в стиле кирпичного экспрессионизма, построенное в 1911 году по проекту неизвестного архитектора в городе Брунсбюттель. Находится на улице Остреморштрассе на северо-востоке города. Памятник культуры.

## Сооружение
Водонапорная башня представляет собой кирпичное здание цилиндрической формы с нишами в стенах, которые начинаются ровно над первым этажом и непрерывно углубляются кверху, что придаёт башне слегка коническую форму. Ниши заканчиваются под областью резервуара, каждая с треугольным закрытием, между которыми вставлены медальоны из декоративной кладки.
На верхнем уровне водонапорной башни находятся два ряда окон, которые лежат одно над другим. С северо-западной стороны расположен небольшой эркер, через который можно подняться, минуя опору резервуара. Скатная коническая крыша здания, более крутая в нижней части, чем в верхней, имеет ступенчатую форму.
Высота водонапорной башни Брунсбюттеля составляет 38 метров; полезная высота при эксплуатации составляла 28 метров. Резервуар водонапорной башни объёмом в 300 кубических метров относился к типу «Баркхаузен», который был изобретён инженером-гидротехником Георгом Баркхаузеном.

## История эксплуатации
Возведение Кильского канала в 1886 году привело к росту населения в Эльмсхорне. В 1893 году в городе появилось центральное водоснабжение с водопроводной станцией в Кудензе и водонапорной башней на улице Фестгештрассе. Строительство и расширение канала разделили город на две части, что потребовало двух отдельных сетей водоснабжения. Старая водонапорная башня находилась на юге, а население росло на севере Эльмсхорна. В 1911 году в этой части города была построена новая водонапорная башня на улице Остерморштрассе. Водонапорная башня на Фестгештрассе действовала до 1967 года. Напорный трубопровод с питьевой водой, проложенный под каналом, сделал её эксплуатацию ненужной, и в 1969 году она была взорвана. Водонапорная башня на Остерморштрассе также не используется, но находится под охраной как памятник культуры особой важности. В 2007 году здание было продано частному владельцу.